# Opere del Tintoretto
Le opere sono elencate in ordine cronologico.

## Anni '30-'50

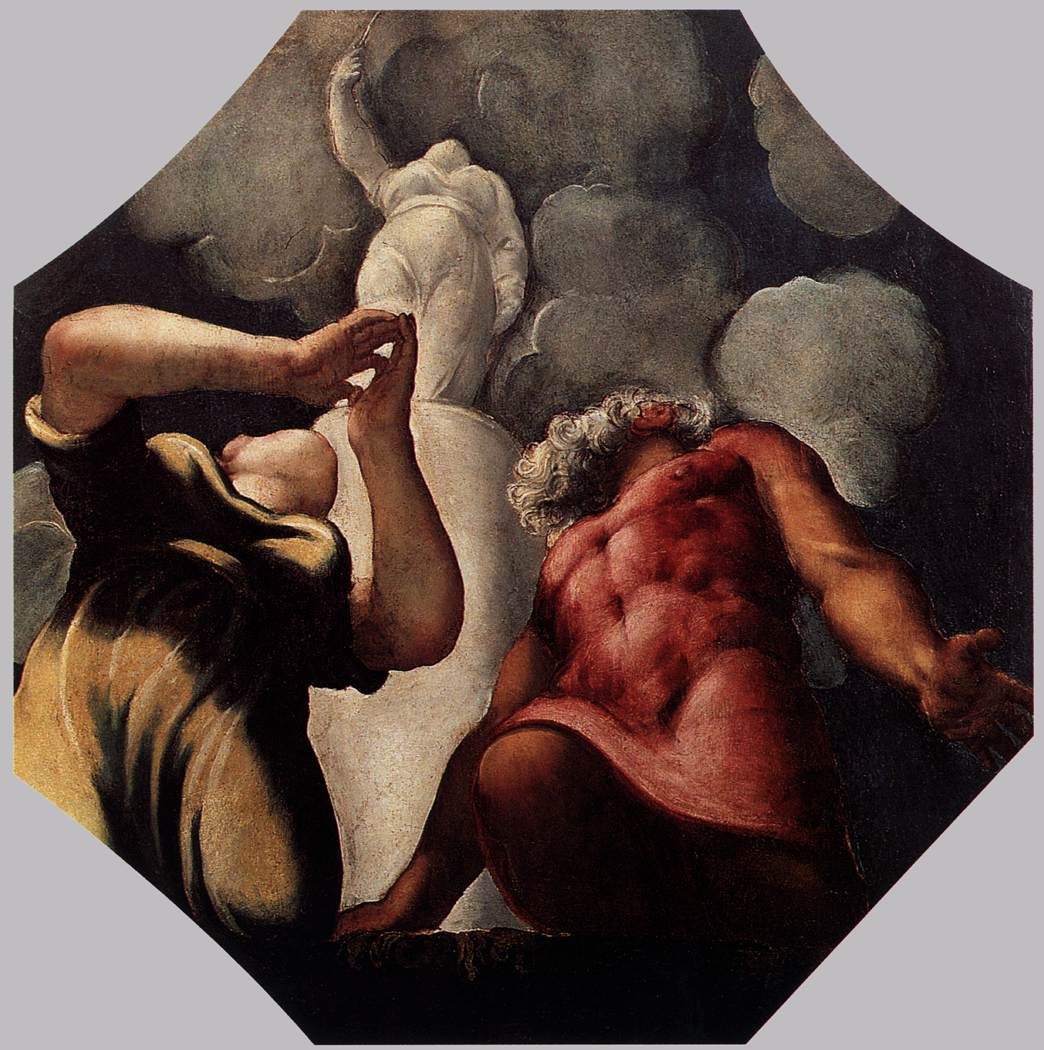
Deucalione e Pirra in preghiera davanti alla statua della dea Temi, 1541, Modena, Galleria Estense.

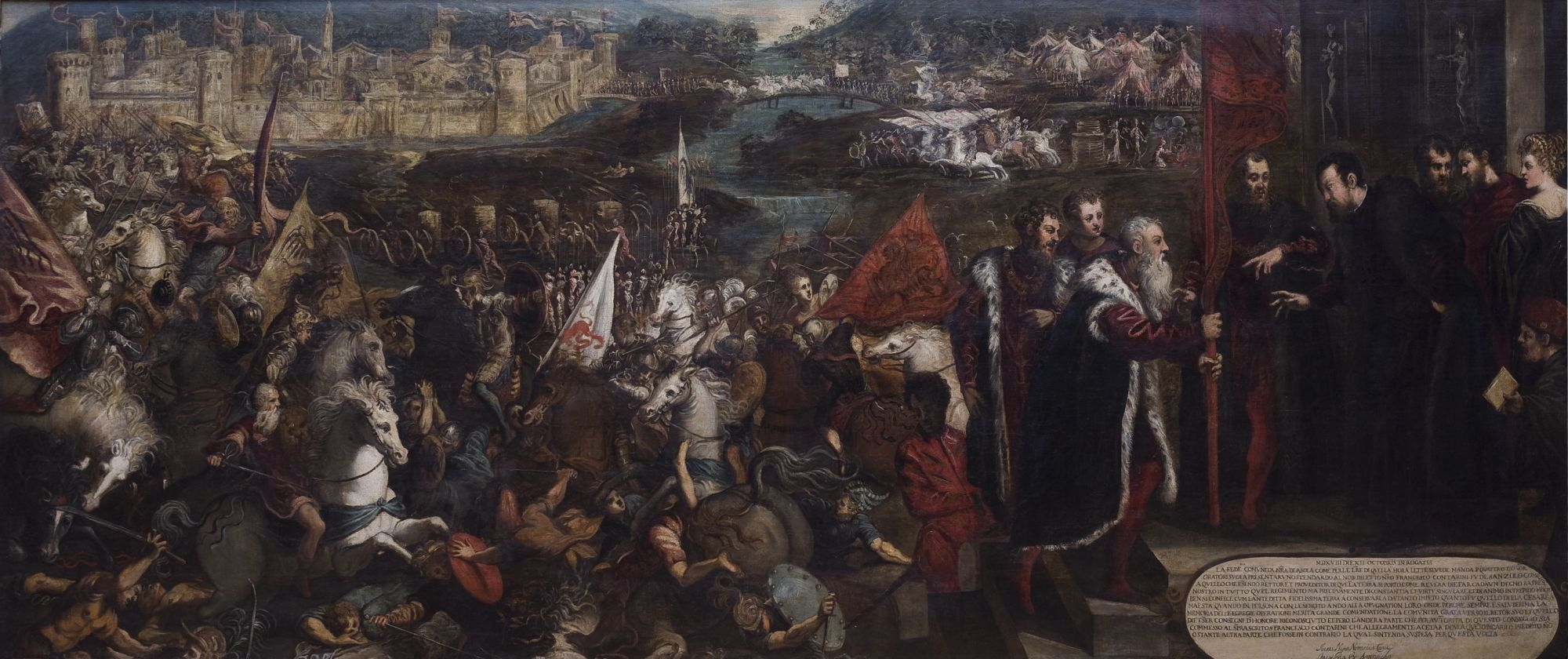
Assedio di Asola

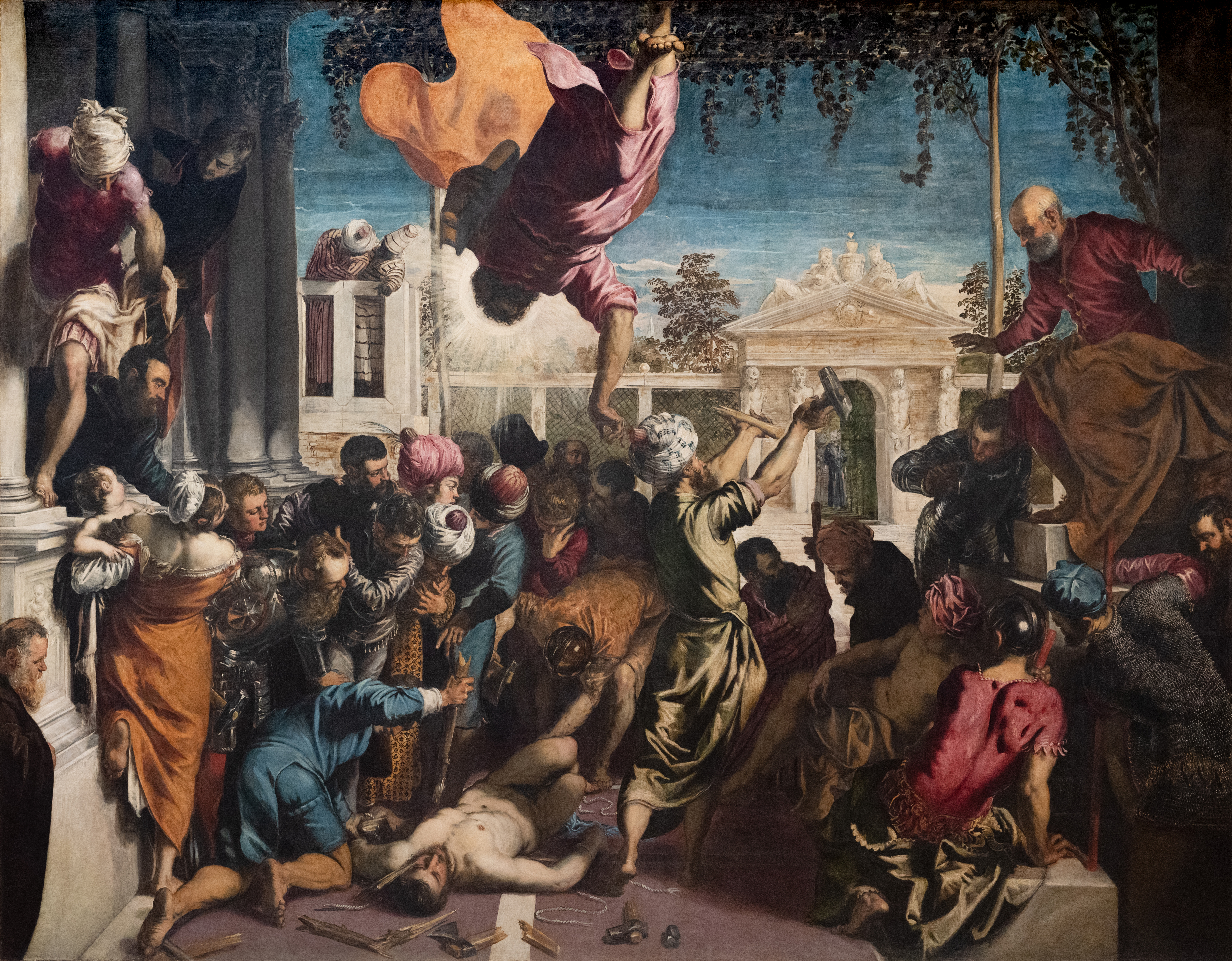
San Marco libera uno schiavo

- Martirio dei diecimila, frammento, 1538 circa, olio su tela, 138 × 218 cm, Venezia, Gallerie dell'Accademia
- Madonna col Bambino, san Giuseppe, san Girolamo e il procuratore Girolamo Marcello, 1539, olio su tela, 148 × 193 cm, Collezione privata
- Adorazione dei pastori, 1540 circa, olio su tela, 172 × 274 cm, Cambridge, Fitzwilliam Museum
- Soffitti di Modena, 1541-1542, Modena, Galleria Estense
  - Apollo e Dafne
  - Piramo e Tisbe
  - Latona muta i contadini di Licia in rane
  - Apollo e Marsia
  - Semele incenerita
  - Caduta di Fetonte, 153 × 133 cm
  - Deucalione e Pirra
  - Mercurio e Argo
  - Orfeo implora Plutone
  - Niobe e i figli
  - Antiope e Giove, 127 × 123 cm
  - Venere, Vulcano e Amore
  - Caduta di Icaro
  - Ratto di Europa, 126 × 124 cm
- Disputa di Gesù nel Tempio, 1542-1543 circa, olio su tela, 197 × 319 cm, Milano, Museo del Duomo
- Cena in Emmaus, 1542-1544 circa, olio su tela, 156 × 212 cm, Budapest, Museo di belle arti
- Venere e Adone, 1543-1544, olio su tela, 145 × 272 cm, Firenze, Uffizi
- Assedio di Asola, 1544-1545, olio su tela, 197 × 467,5 cm, collezione privata
- Matrimonio mistico di santa Caterina d'Alessandria con i santi Agostino, Marco e Giovanni Battista, 1545 circa, olio su tela, 193 x 314 cm, Lione, Musée des Beaux-Arts
- Storie bibliche di Vienna, 1544-1545 circa, olio su tavola, 29 × 157 cm circa, Vienna, Kunsthistorisches Museum
  - Salomone e la regina di Saba
  - Convitto di Baldassarre
  - Trasporto dell'Arca Santa
  - Predizione di David
  - David e Betsabea
  - Vendetta di Sansone
- Conversione di Saulo, 1545 circa, olio su tela, 152 × 236 cm, Washington, National Gallery of Art
- Visita della regina di Saba a Salomone, 1545-1546, olio su tela, 150 × 237,5 cm, Greenville (Carolina del Sud), Bob Jones University
- Ecce homo, 1546-1547, olio su tela, 109 × 136 cm, San Paolo, Museu de Arte
- Cristo e l'adultera, 1546 circa, olio su tela, 119 × 168 cm, Roma, Palazzo Barberini, Galleria nazionale d'arte antica
- Autoritratto, 1546-48, olio su tela, 45 × 38 cm, Filadelfia, Philadelphia Museum of Art
- Lavanda dei piedi, 1547 circa, olio su tela, 210 × 533 cm, Madrid, Museo del Prado
- Ritratto del procuratore Nicolò Priuli, 1547 circa, olio su tela, 125 × 105 cm, Venezia, Ca' d'Oro, Galleria Franchetti
- San Marco libera uno schiavo, 1548, olio su tela, 415 × 541 cm, Venezia, Gallerie dell'Accademia
- San Rocco risana gli appestati, 1549, olio su tela, 307 × 673 cm, Venezia, Chiesa di San Rocco
- San Marziale in gloria con i santi Pietro e Paolo, 1548-1549,  376×181 cm, Chiesa di San Marziale, Venezia
- Sant'Agostino risana gli sciancati, 1549-1550, olio su tela, 255 x 174.5 cm, Museo Civico di Palazzo Chiericati, Vicenza.

## Anni '50-'60
- Cristo e l'adultera, 1550 circa, olio su tela, 158 × 277 cm, Milano, Museo diocesano
- Visitazione, 1550 circa, olio su tela, 256 × 153 cm, Pinacoteca Nazionale di Bologna
- Ritratto del procuratore Jacopo Soranzo, 1550 circa, olio su tela, 106 × 90 cm, Venezia, Gallerie dell'Accademia
- Ritratto di Girolamo Pozzo, 1550 circa, olio su tela, 111,8 × 93,9 cm, Windsor, Royal Collection
- Cristo e l'adultera, 1550 circa, olio su tela, 160 × 225 cm, Amsterdam, Rijksmuseum
- Venere, Marte e Vulcano, 1551-1552 circa, olio su tela, 135 × 198 cm, Monaco di Baviera, Alte Pinakothek
- Venere e Vulcano vezzeggiano Cupido, 197 x 85, Galleria Palatina di Palazzo Pitti, Firenze
- Portelle d'organo per la chiesa di Santa Maria dell'Orto, 1552-1556, olio su tela, Venezia, Chiesa di Santa Maria dell'Orto
  - Presentazione della Vergine al Tempio, 429 × 480 cm
  - Apparizione della croce a san Pietro, 420 × 240 cm
  - Decollazione di san Paolo, 430 × 240 cm
- Dipinti per la Scuola della Trinità, Venezia, Gallerie dell'Accademia
  - Creazione degli animali, 1550-1553, olio su tela, 151 × 258 cm
  - Creazione di Adamo ed Eva, 1550-1553, olio su tela, 151 × 258 cm
  - Tentazione di Adamo ed Eva, 1550-1553, olio su tela, 150 × 220 cm
  - Adamo ed Eva davanti all'Eterno, 1550-1553, olio su tela, 90 × 110 cm
  - Caino uccide Abele, 1550-1553, olio su tela, 149 × 196 cm
- Dipinti per il Palazzo dei Camerlenghi di Venezia
  - San Ludovico da Tolosa e san Giorgio, 1553 circa, olio su tela, 225 × 145 cm, Venezia, Gallerie dell'Accademia
  - Santi Andrea e Girolamo, 1553 circa, olio su tela, 225 × 145 cm, Venezia, Gallerie dell'Accademia
- Ritratto di un giovane gentiluomo, 1553 circa, olio su tela, 1025 × 89 cm, Roma, Galleria Doria Pamphilj
- Natività di Giovanni Battista, 1550 circa, olio su tela, 181 × 226 cm, San Pietroburgo, Ermitage
- San Nicola di Bari, 1554-1555, olio su tela, 114 × 56 cm, Vienna, Kunsthistorisches Museum
- Dipinti per la chiesa dei crociferi
  - Presentazione di Gesù al Tempio, 1554-1556, olio su tela, 239 × 298 cm, Venezia, Gallerie dell'Accademia
  - Assunzione della Vergine, 1555, olio su tela, 440 × 260 cm, Venezia, Chiesa di Santa Maria Assunta detta I Gesuiti
- Storie bibliche, 1555 circa, olio su tela, Madrid, Museo del Prado
  - Susanna e i Vecchioni, 58 × 116 cm
  - Ester e Assuero, 59 × 203 cm
  - Giuditta e Oloferne, 58 × 119 cm
  - Salomone e la regina di Saba, 58 × 205 cm
  - Giuseppe e la moglie di Putifarre, 54 × 117 cm
  - Mosè salvato dalle acque, 56 × 119 cm
- Ritratto di uomo in armatura, 1555-1556, olio su tela, 116 × 99 cm, Vienna, Kunsthistorisches Museum
- Resurrezione di Cristo, 1555 circa, olio su tela, 201 × 139 cm, Brisbane, Queensland Art Gallery
- Compianto sul corpo di Cristo, 1555-1556, La Spezia, Museo civico Amedeo Lia
- Compianto sul Cristo morto, 1555-1559, olio su tela, 51 x 75 cm, Città del Messico, Museo Soumaya
- Liberazione di Arsinoe, 1556 circa, olio su tela, 153 × 251 cm, Dresda, Gemäldegalerie
- Susanna e i vecchioni 1557 circa, olio su tela, 147 × 194 cm, Vienna, Kunsthistorisches Museum
- Deposizione dalla croce, 1556-1558, olio su tela, 135,6 × 102 cm, Caen, Musée des Beaux-Arts
- San Giorgio e il drago, 1558 circa, olio su tela, 158 × 100 cm, Londra, National Gallery
- Portelle d'organo per la chiesa di Santa Maria del Giglio, Venezia, 1557-1558 circa, olio su tela
  - Conversione di Saulo, perduto
  - Evangelisti Luca e Matteo, 259 × 150 cm
  - Evangelisti Marco e Giovanni, 257 × 150 cm
- Tarquinio e Lucrezia, 1559 circa, olio su tela, 175,5 × 152 cm, Chicago, The Art Institute

## Anni '60-'70

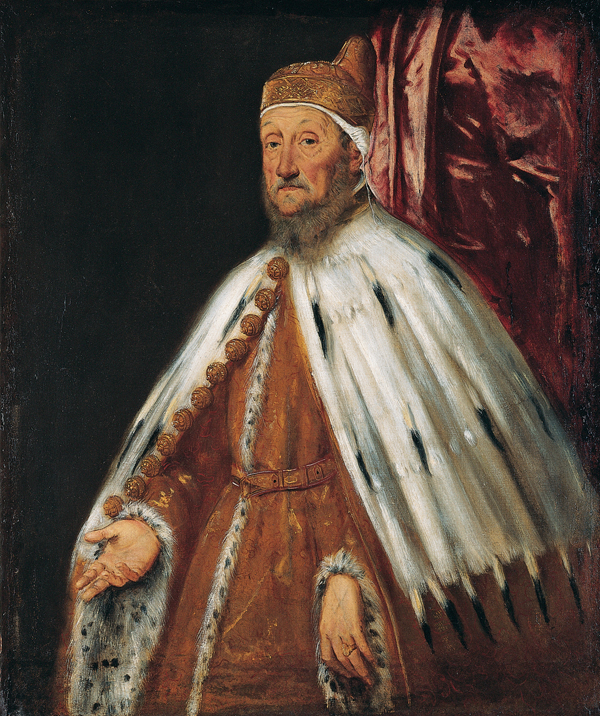
Ritratto del Doge Pietro Loredan, Fort Worth (Texas), Kimbell Art Museum.

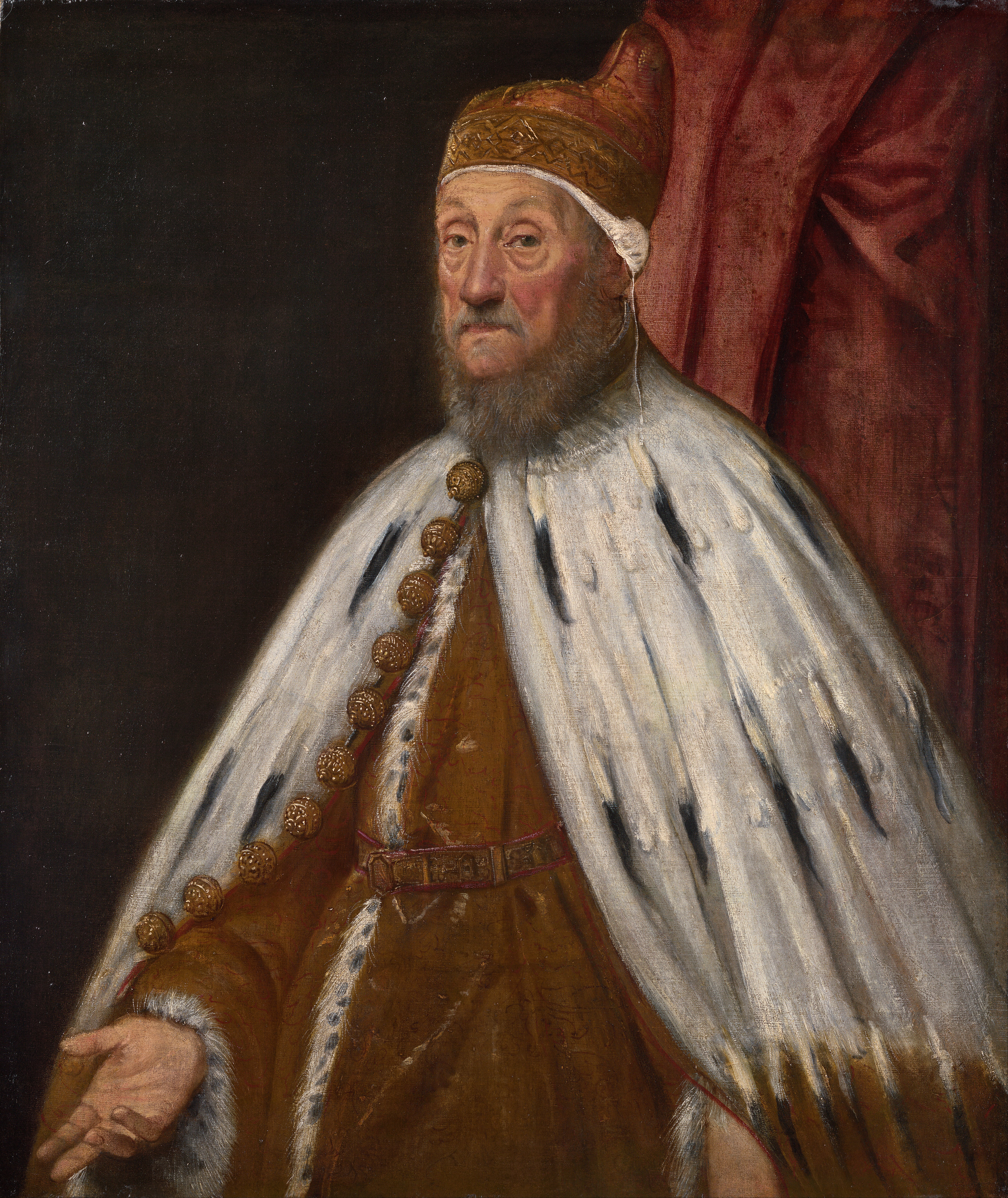
Ritratto del Doge Pietro Loredan, Melbourne, National Gallery of Victoria.

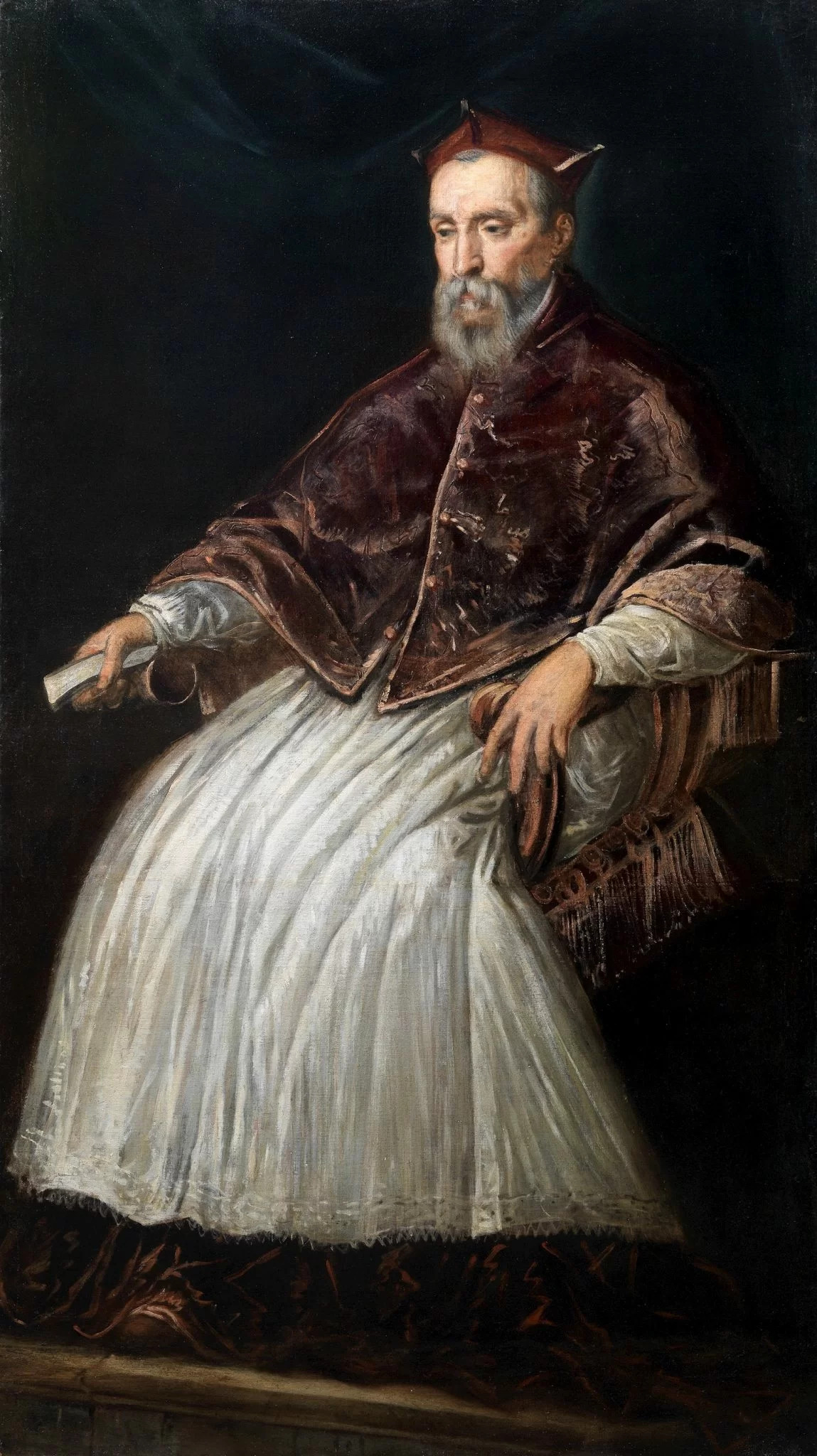
Ritratto del cardinale Marco Antonio Da Mula, Collezione privata

- Ritratto del Doge Girolamo Priuli, 1560, olio su tela, 102 × 84 cm, Venezia, Gallerie dell'Accademia
- Sante Elena e Barbara adorano la Croce, 1560 circa, olio su tela, 275 × 165 cm, Milano, Pinacoteca di Brera
- Ritratto di Alvise Cornaro, 1560-1565 circa, olio su tela, 113 × 85 cm, Firenze, Galleria Palatina
- Compianto sul Cristo morto 1560-1565 circa, olio su tela, 94.7 x 141 cm, San Paolo, Museo d'Arte di San Paolo
- Ritratto del procuratore Antonio Cappello, 1561 circa, olio su tela, 114 × 80 cm, Venezia, Gallerie dell'Accademia
- Lavanda dei piedi, 1566 circa, olio su tela, 200,6 × 408,3 cm, Londra, National Gallery
- San Giorgio uccide il drago, 1560 circa, olio su tela, 157,5 × 100,3 cm, Londra, National Gallery
- Deposizione dalla croce, 1560 circa, olio su tela, 227 × 294 cm, Venezia, Gallerie dell'Accademia, dalla demolita chiesa di Santa Maria dell'Umiltà
- Nozze di Cana, 1561, olio su tela, 435 × 535 cm, Venezia, Basilica di Santa Maria della Salute
- Ritratto del cardinale Marco Antonio Da Mula, 1562-1563, olio su tela, 187 × 103 cm, Collezione privata[1]
- Dipinti per la Scuola Grande di San Marco
  - Ritrovamento del corpo di san Marco, 1562-1566, olio su tela, 396 × 400 cm, Milano, Pinacoteca di Brera
  - Trafugamento del corpo di san Marco, 1562-1566, olio su tela, 398 × 315 cm, Venezia, Gallerie dell'Accademia
  - San Marco salva un saraceno, 1562-1566, olio su tela, 398 × 337 cm, Venezia, Gallerie dell'Accademia
- Dipinti per il coro nella chiesa della Madonna dell'Orto, 1562-1564, olio su tela, Venezia, chiesa di Santa Maria dell'Orto
  - Adorazione del vitello d'oro, 1450 × 580 cm
  - Giudizio Universale, 1450 × 590 cm
  - Temperanza, 450 × 240 cm
  - Giustizia, 450 × 240 cm
  - Fede, 450 × 240 cm
  - Prudenza, 450 × 240 cm
  - Fortezza, 450 × 240 cm
- Pietà, 1563, olio su tela, 108 × 170 cm, Milano, Pinacoteca di Brera
- Resurrezione di Cristo con i santi Cassiano e Cecilia, 1565, olio su tela, 450 x 225 cm, Venezia, Chiesa di San Cassiano
- Dipinti per la Sala dell'Albergo nella Scuola Grande di San Rocco, 1564-1567, Venezia, Scuola Grande di San Rocco
  - Soffitto
    - San Rocco in Gloria, 1564, olio su tela, 240 × 360 cm
    - Primavera, 1564, olio su tela, diametro 90 cm
    - Estate, 1564, olio su tela, diametro 90 cm
    - Autunno, 1564, olio su tela, diametro 90 cm
    - Inverno, 1564, olio su tela, diametro 90 cm
    - Allegoria della Scuola di San Giovanni Evangelista, 1564, olio su tela, 90 × 190 cm
    - Allegoria della Scuola della Misericordia, 1564, olio su tela, 90 × 190 cm
    - Allegoria della Scuola della Carità, 1564, olio su tela, 90 × 190 cm
    - Allegoria della Scuola di San Marco, 1564, olio su tela, 90 × 190 cm
    - Allegoria della Scuola di San Teodoro, 1564, olio su tela, 90 × 190 cm
    - Felicità, 1564, olio su tela, 90 × 190 cm
    - Bontà, 1564, olio su tela, 90 × 190 cm
    - Liberalità, 1564, olio su tela, 90 × 190 cm
    - Speranza, 1564, olio su tela, 90 × 190 cm
    - Fede, 1564, olio su tela, 90 × 190 cm
- Trasporto di Cristo morto al sepolcro, 1565 circa, olio su tela, 164 × 124 cm, Edimburgo, National Gallery of Scotland
  - Pareti
    - Crocifissione, 1565, olio su tela, 536 × 1224 cm
    - Salita al Calvario, 1565-1567, olio su tela, 515 × 390 cm
    - Ecce Homo, 1566-67, olio su tela, 260 × 390 cm
    - Cristo davanti a Pilato, 1566-67, olio su tela, 515 × 380 cm
- Ritratto di Jacopo Sansovino, 1566 circa, olio su tela, 49 × 36 cm, Weimar, Staatliche Kunstsammlungen
- Ritratto di Jacopo Sansovino, 1566 circa, olio su tela, 70 × 65 cm, Firenze, Galleria degli Uffizi
- Madonna dei Tesorieri, 1566-1567 circa, olio su tela, 221 × 521 cm, Venezia, Gallerie dell'Accademia
- Trinità, 1564-1568, olio su tela, 122 × 181 cm, Torino, Galleria Sabauda
- Crocifissione di Cristo, 1568, olio su tela, 341 × 371 cm, Venezia, chiesa di San Cassiano
- Discesa nel Limbo, 1568, olio su tela, 342 × 373 cm, Venezia, Chiesa di San Cassiano
- Dipinti per il presbiterio della chiesa di San Rocco, 1567, olio su tela, Venezia, chiesa di San Rocco
  - San Rocco in carcere confortato da un angelo, 300 × 670 cm
  - San Rocco risana gli animali, 230 × 670 cm
  - San Rocco nel Deserto, 230 × 670 cm
- Ritratto di Ottavio Strada, 1567, olio su tela, 128 × 101 cm, Amsterdam, Rijksmuseum
- Cristo in casa di Marta e Maria, 1567, olio su tela, 197,5 × 131 cm, Monaco di Baviera, Alte Pinakothek
- Ritratto del Doge Pietro Loredan, 1568-1570, olio su tela, 126 × 106,6 cm, Fort Worth (Texas), Kimbell Art Museum
- Ritratto del Doge Pietro Loredan, 1568-1570, olio su tela, 107 × 91 cm, Melbourne, National Gallery of Victoria
- Ritratto del Doge Pietro Loredan, 1568-1570, olio su tela, 125 × 100 cm, Budapest, Szépművészeti Múzeum

## Anni '70-'80
- Cristo placa la tempesta sul lago di Tiberiade, 1570 circa, olio su tela, 117.1 × 169,2 cm, Washington, National Gallery of Art
- Danae, 1570 circa, olio su tela, 142 × 182 cm, Lione, Musée des Beaux-Arts
- Ultima Cena, 1570 circa, olio su tela, 228 × 535 cm, Venezia, Chiesa di San Polo
- Madonna col Bambino, o Madonna delle Stelle, primi anni '70, olio su tela, 92,7 × 72,7 cm, Washington, National Gallery of Art
- Cinque filosofi, 1570-1571, olio su tela, 250 × 160, Venezia, Libreria Sansoviniana
- Ritratto di Sebastiano Venier con un paggio, 1572 circa, olio su tela, 195 × 130 cm, Venezia, Palazzo Mocenigo
- Madonna col Bambino tra i santi Marco e Luca, 1571-1572, olio su tele, 228 x 160 cm, Berlino, Gemäldegalerie
- Madonna col Bambino, 1572-1573 circa, olio su tela, 100 × 131 cm, San Francisco, Fine Arts Museum
- Madonna con il Bambino e la famiglia del Doge Alvise Mocenigo, 1573 circa, olio su tela, 216 × 416,5 cm, Washington, National Gallery of Art
- Madonna Assunta in Cielo, 1574-1576, olio su tela, Miglionico (Matera), Chiesa Santa Maria Maggiore
- Susanna e i vecchioni, 1575 circa, olio su tela, 150 × 103 cm, Washington, National Gallery of Art
- Origine della Via Lattea, tra il 1575 ed il 1580, olio su tela, 148 × 165 cm, Londra, National Gallery
- Dipinti dell'Anticollegio di Palazzo Ducale, 1576-1577, olio su tela, Venezia, Palazzo Ducale
  - Tre Grazie e Mercurio, 146 × 155 cm
  - Arianna, Venere e Bacco, 146 × 167 cm
  - Minerva scaccia Marte, 148 × 168
  - Fucina di Vulcano, 145 × 156
- Tentazioni di sant'Antonio, 1577, olio su tela, 282 × 165 cm, Venezia, Chiesa di San Trovaso
- Angelo annunciante, 1578, olio su tela, 115 × 93 cm, Amsterdam, Rijksmuseum
- Vergine annunciata, 1578, olio su tela, 119 × 93 cm, Amsterdam, Rijksmuseum
- Leda e il cigno, 1578 circa, olio su tela, 162 × 218 cm, Firenze, Uffizi
- Muse, 1579 circa, olio su tela, 2012 × 304 cm, Windsor, Royal Collection
- Giuditta e Oloferne, 1579 circa, olio su tela, 188 × 251 cm, Madrid, Museo del Prado
- Battesimo di Cristo, 1580 circa. olio su tela, 283 x 162;cm, Venezia, Chiesa di San Silvestro
- Dipinti per la Scuola Grande di San Rocco, 1576-1581, olio su tela, Venezia, Scuola Grande di San Rocco
  - Soffitto
    - Erezione del serpente di bronzo, 840 × 520 cm
    - Mosè fa scaturire l'acqua dalla roccia, 550 × 520 cm
    - Raccolta della manna, 550 × 520 cm
    - Peccato originale, 265 × 370 cm
    - Eterno che appare a Mosè, 370 × 265 cm
    - Colonna di fuoco, 370 × 265 cm
    - Giona esce dal ventre della balena, 265 × 370 cm
    - Visione di Ezechiele, 660 × 265 cm
    - Scala di Giacobbe, 660 × 265 cm
    - Sacrificio di Isacco, 265 × 370 cm
    - Eliseo moltiplica i pani, 370 × 265 cm
    - Elia nutrito dall'angelo, 370 × 265 cm
    - Pasqua degli Ebrei, 265 × 370 cm
    - Abramo e Melchisedech, 265 × 265 cm
    - Visione di Geremia, 265 × 265 cm
    - Elia sul carro di fuoco, 265 × 265 cm
    - Daniele salvato dall'angelo, 265 × 265 cm
    - Sansone trae acqua dalla mascella dell'asino, 265 × 265 cm
    - Samuele e Saul, 265 × 265 cm
    - Mosè salvato dalle acque, 265 × 265 cm
    - Tre fanciulli nella fornace, 265 × 265 cm

  - Pareti
    - San Rocco, 250 × 80 cm
    - San Sebastiano, 250 × 80 cm
    - Adorazione dei pastori, 542 × 455 cm
    - Battesimo di Cristo, 538 × 465 cm
    - Resurrezione di Cristo, 529 × 485 cm
    - Orazione nell'Orto, 538 × 455 cm
    - Ultima Cena, 538 × 487
    - Moltiplicazione dei pani e dei pesci, 523 × 475 cm
    - Resurrezione di Lazzaro, 541 × 356
    - Ascensione, 538 × 325
    - Cristo risana il paralitico o Piscina probatica, 533 × 529 cm
    - Tentazione di Cristo, 539 × 330 cm
- Soffitto della Sala delle Quattro Porte, 1578-1581, affresco, Venezia, Palazzo Ducale
  - Giove proclama Venere regina del mare, 500 × 290 cm
  - Giunone reca a Venere le insegne del potere, diametro 290 cm
  - Venezia protettrice della Libertà, diametro 290 cm
  - Treviso, 150 × 115 cm
  - Vicenza, 150 × 115 cm
  - Altino, 150 × 115 cm
  - Friuli, 150 × 115 cm
  - Padova, 150 × 115 cm
- Fasti gonzagheschi, 1578-1580, olio su tela, Monaco, Alte Pinakothek
  - Investitura di Gianfrancesco I, 272 × 432 cm
  - Ludovico III sconfigge i veneziani presso Legnago, 273 × 386 cm
  - Federico I libera Legnano, 236 × 421 cm
  - Francesco II alla battaglia del Taro, 269 × 421 cm
  - Federico II entra vittorioso a Milano, 206 × 334 cm
  - Federico II conquista Parma, 213 × 276 cm
  - Federico II conquista Pavia, 212 × 276 cm
  - Ingresso di Filippo II a Mantova, 213 × 330 cm
  - Verona, 150 × 115 cm
  - Istria, 150 × 115 cm
  - Brescia, 150 × 115 cm

## Anni '80-'94

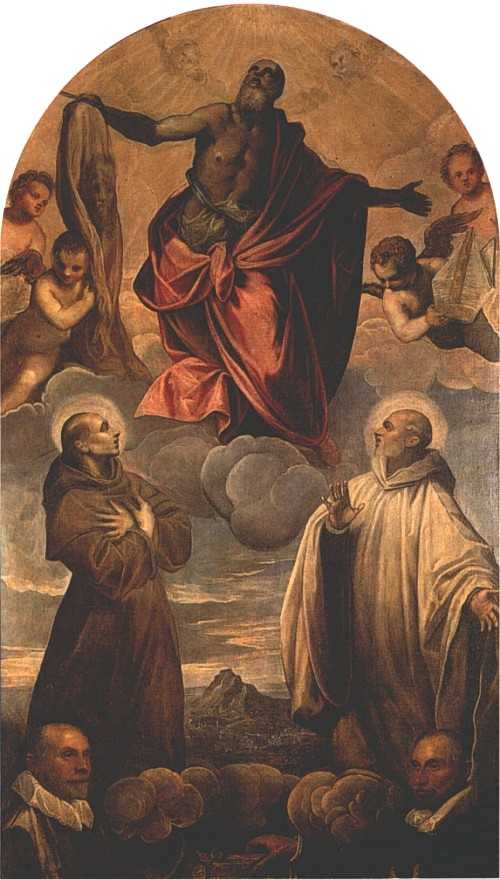
I Santi Bartolomeo, Benedetto e il beato Bernardo Tolomei e i committenti Bartolomeo e Battista Malmignati - Santuario della Beata Vergine del Pilastrello - Lendinara (RO).

- Santi Bartolomeo, Benedetto e il beato Bernardo Tolomei e i committenti Bartolomeo e Battista Malmignati, 1580 circa, Lendinara (Rovigo), Santuario della Beata Vergine del Pilastrello
- Ritratto di Vincenzo Morosini, 1581-1582, olio su tela, 84,5 × 51,5 cm, Londra, National Gallery
- Battesimo di Cristo, 1581-1582, olio su tela, 169 × 251,4 cm, Cleveland, Ohio, Cleveland Museum of Art
- Dipinti per la Sala del Senato, 1581-1584, olio su tela, Venezia, Palazzo Ducale
  - Trionfo di Venezia come regina dei mari, 810 × 420 cm
  - Doge Pietro Loredan davanti alla Madonna, 380 × 360 cm
  - Cristo morto sorretto da angeli, adorato dai dogi Pietro Lando e Marcantonio Trevisan, 295 × 910 cm
- Dipinti per la Sala Inferiore, 1582-1587, olio su tela, Venezia, Scuola Grande di San Rocco
  - Annunciazione, 422 × 545 cm
  - Adorazione dei Magi, 425 × 544 cm
  - Fuga in Egitto, 422 × 580 cm
  - Strage degli innocenti, 422 × 546 cm
  - Santa Maria Maddalena, 425 × 209 cm
  - Santa Maria Egiziaca, 425 × 211 cm
  - Circoncisione, 440 × 482 cm
  - Assunzione della Vergine, 425 × 587 cm
  - Visitazione, 1588 circa, 151 x 230 cm
- Autoritratto, 1588 circa, olio su tela, 63 × 52 cm, Parigi, Museo del Louvre
- Adorazione dei Magi, 1587 olio su tela, Macerata, chiesa di Santa Maria delle Vergini
- Martirio di san Lorenzo, 1588, olio su tela, 126 × 191 cm Oxford, Christ Church Picture Gallery
- Paradiso,  1588-1592, olio su tela, 765 × 2451 cm, Venezia, Palazzo Ducale: è il più grande telero in posizione verticale del mondo
- Storie di santa Caterina, 1590-1592, olio su tela, Venezia, Gallerie dell'Accademia
  - Santa espone a Massenzio le ragioni del suo rifiuto ad adorare gli idoli, 160 × 225 cm
  - Santa disputa con i dottori di Alessandria, 160 × 228 cm
  - Fustigazione, 161 × 230 cm
  - Santa in carcere assistita dagli angeli, 162 × 246 cm
  - Santa subisce il martirio, 160 × 244 cm
  - Santa condotta al luogo della decapitazione, 160 × 245 cm
- Ultima cena per la cattedrale di Lucca. Lucca, Cattedrale di San Martino
- Dipinti per la chiesa di San Giorgio Maggiore, 1592-1594, olio su tela, Venezia, Chiesa di San Giorgio Maggiore
  - Raccolta della Manna, 377 × 576 cm
  - Ultima Cena, 365 × 568 cm
  - Deposizione nel sepolcro, 288 × 166 cm

## Datazione sconosciuta

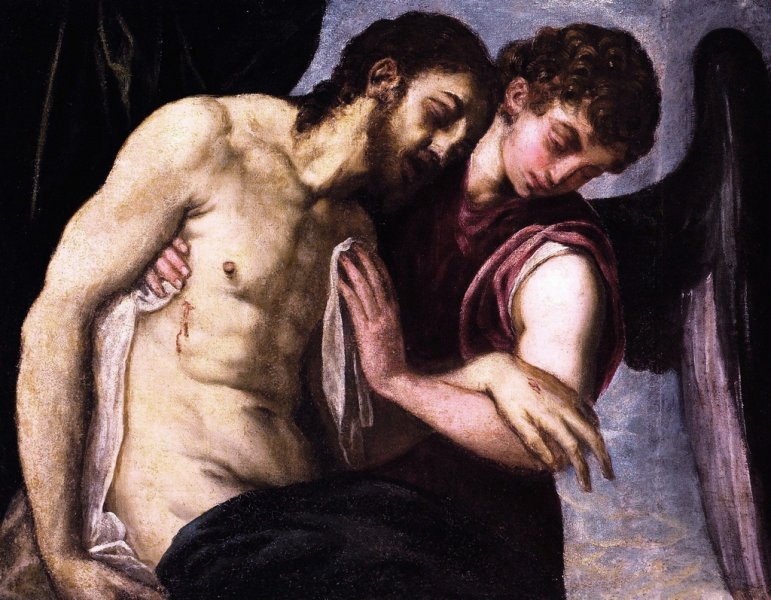
Cristo morto sorretto da un angelo, Galleria Nazionale di Arte Antica, Trieste.

- Crocifissione, Musei Civici agli Eremitani, Padova
- Incisione, Casa della cultura, Palmi
- Cristo morto sorretto da un angelo, Galleria Nazionale di Arte Antica, Trieste

## Opere attribuite
- San Marco con San Girolamo e San Bartolomeo, Duomo di Curzola,  Croazia
- Annunciazione, Duomo di Curzola, Croazia
- San Cristoforo, Museo d'arte sacra San Martino, Alzano Lombardo, BG
- Giudizio di Paride, Palazzo Moroni, Padova
- I cercopi mutati in scimmie, Palazzo Moroni, Padova
- Briseide rimprovera Achille, Palazzo Moroni, Padova
- Deucalione e Pirra, Palazzo Moroni, Padova
- Apollo e Marsia, Palazzo Moroni, Padova
- Venere e Adone, Palazzo Moroni, Padova
- Compianto su Adone morto, Palazzo Moroni, Padova
- Giove e Semele, Palazzo Moroni, Padova.